# 熊坂四郎
熊坂 四郎（くまさか しろう）は、平安時代末期の武士。源義朝の家臣。

## 略歴
信濃国(現・長野県)飯山市出身。源氏の一員として1156年7月の保元の乱で海野幸親や根井行親らと共に活躍する。